# Elezioni generali in Kenya del 1997
Le elezioni presidenziali in Kenya del 1997 si tennero il 29 dicembre; videro la vittoria di Daniel arap Moi, espressione dell'Unione Nazionale Africana del Kenya, che sconfisse Mwai Kibaki, esponente del Partito Democratico.

## Risultati
| Candidati              | Partiti                                              | Voti      | %     |
| ---------------------- | ---------------------------------------------------- | --------- | ----- |
| Daniel arap Moi        | Kenya African National Union                         | 2 500 865 | 40,40 |
| Mwai Kibaki            | Democratic Party                                     | 1 911 742 | 30,89 |
| Raila Odinga           | National Development Party                           | 667 886   | 10,79 |
| Michael Kijana Wamalwa | Forum per la Restaurazione della Democrazia - Kenya  | 505 704   | 8,17  |
| Charity Ngilu          | Social Democratic Party                              | 488 600   | 7,89  |
| Martin Shikuku         | Forum per la Restaurazione della Democrazia – Asili  | 36 512    | 0,59  |
| Katama Mkangi          | Kenya National Congress                              | 23 554    | 0,38  |
| George Anyona          | Kenya Social Congress                                | 16 428    | 0,27  |
| Kimani wa Nyoike       | Forum per la Restaurazione della Democrazia – People | 8 306     | 0,13  |
| Koigi wa Wamwere       | Kenya National Democratic Alliance                   | 7 745     | 0,13  |
| Munyua Waiyaki         | United Patriotic Party                               | 6 194     | 0,10  |
| Godfrey M' Mwereria    | Green African Party                                  | 4 627     | 0,07  |
| Wangari Maathai        | Partito Laburista                                    | 4 246     | 0,07  |
| Stephen Oludhe         | Independent Economic Party                           | 3 691     | 0,06  |
| David Waweru Ng'ethe   | Umma Patriotic Party                                 | 3 584     | 0,06  |
| Totale                 | Totale                                               | 6 189 684 | 100   |

### Per provincia
| Provincia   | Moi       | Moi  | Kibaki    | Kibaki | Odinga  | Odinga | Wamalwa | Wamalwa | Ngilu   | Ngilu |
| Provincia   | Voti      | %    | Voti      | %      | Voti    | %      | Voti    | %       | Voti    | %     |
| ----------- | --------- | ---- | --------- | ------ | ------- | ------ | ------- | ------- | ------- | ----- |
| Centro      | 56.367    | 5,6  | 891.484   | 89,4   | 6.869   | 0,7    | 3.058   | 0,3     | 30.535  | 3,1   |
| Est         | 370.954   | 35,6 | 296.335   | 28,5   | 7.787   | 0,7    | 7.017   | 0,7     | 349.754 | 33,6  |
| Costa       | 257.065   | 63,4 | 51.909    | 12,8   | 24.844  | 6,1    | 11.306  | 2,8     | 38.089  | 9,4   |
| Nairobi     | 75.272    | 20,6 | 160.124   | 43,9   | 59.415  | 16,3   | 24.971  | 6,8     | 39.707  | 10,9  |
| Nord-Est    | 70.506    | 73,2 | 20.404    | 21,2   | 311     | 0,3    | 4.431   | 4,6     | 440     | 0,5   |
| Nyanza      | 215.923   | 23,6 | 138.202   | 15,1   | 519.180 | 56,8   | 14.623  | 1,6     | 15.301  | 1,7   |
| Rift Valley | 1.140.109 | 69,5 | 343.529   | 21,0   | 36.022  | 2,2    | 102.178 | 6,2     | 11.345  | 0,7   |
| Ovest       | 314.669   | 44,9 | 9.755     | 1,4    | 13.458  | 1,9    | 338.120 | 48,2    | 3.429   | 0,5   |
| Totale      | 2.500.865 | 40,4 | 1.911.742 | 30,9   | 667.886 | 10,8   | 505.704 | 8,2     | 488.600 | 7,9   |

### Assemblea nazionale
| Liste                                                | Seggi | Nominati |
| ---------------------------------------------------- | ----- | -------- |
| Kenya African National Union                         | 107   | 6        |
| Democratic Party                                     | 39    | 2        |
| National Development Party                           | 21    | 1        |
| Forum per la Restaurazione della Democrazia - Kenya  | 17    | 1        |
| Social Democratic Party                              | 15    | 1        |
| Safina                                               | 5     | 1        |
| Forum per la Restaurazione della Democrazia - People | 3     | -        |
| Forum per la Restaurazione della Democrazia - Asili  | 1     | -        |
| Kenya Social Congress                                | 1     | -        |
| Shirikisho Party of Kenya                            | 1     | -        |
| Totale                                               | 210   | 12       |